# 47º Reggimento addestramento volontari "Ferrara"
Il 47º Reggimento addestramento volontari "Ferrara" (47º RAV "Ferrara") dell'Esercito Italiano ha avuto sede a Capua e dipendeva dal Raggruppamento unità addestrative. Traeva origine dalla Colonna Mobile delle Romagne formata nel 1859 e, con vari cambi di nome, prese parte alla terza guerra di indipendenza italiana e alle due guerre mondiali. Sciolto l'8 settembre 1943 a causa delle vicende armistiziali, il Reggimento riprese vita nel 1977 con la nascita del 47º Battaglione fanteria "Salento", unità che venti anni dopo servì per ricostituire il 47º Reggimento "Ferrara".
Viene sciolto nel 2015.

## Storia
Il Reggimento discende dalla "Colonna Mobile delle Romagne" formata il 2 luglio 1859 a Bologna con volontari che a partire dal 1º ottobre venne organizzata in due colonne, poi diventati reggimenti. La 1ª colonna divenne il 25º Reggimento fanteria e insieme al 26º fanteria andò a formare la Brigata "Ferrara". Il 1º gennaio 1860 il 25º Reggimento cambiò nome in "47º Reggimento fanteria (Brigata "Ferrara")" ed il 25 marzo venne incorporato nell'esercito del Regno di Sardegna. Nel 1866, durante la terza guerra di indipendenza italiana, venne impegnato a Custoza.
Nel 1871, sciolta la Brigata, prese il nome di 47º Reggimento fanteria "Ferrara" che, dieci anni dopo, viene nuovamente unito al 48º fanteria, ricostituendo ancora una volta la Brigata e riprendendo il vecchio nome di 47º Reggimento fanteria (Brigata "Ferrara"). Dal 1877 al 1888 operò in Eritrea con una compagnia. Nel 1908 partecipò alle operazioni di soccorso delle popolazioni colpite dal terremoto di Messina meritando la medaglia d'argento di benemerenza per il terremoto calabro-siculo.
Durante la prima guerra mondiale fu brevemente in linea sul Carso, sulla Bainsizza e sul Piave.
Nel dopoguerra, precisamente nel 1926, in seguito al nuovo ordinamento militare riacquistò la denominazione di 47º Reggimento fanteria "Ferrara", in organico alla XXIII Brigata di fanteria assieme al 9º e 10º Reggimento fanteria "Regina". In occasione della guerra d'Etiopia fornì ai reparti mobilitati 11 ufficiali e 580 soldati. Nel 1939, assieme al 48º fanteria e al 14º artiglieria, concorse alla nascita della Divisione di fanteria delle Murge, dal 24 maggio diventata 23ª Divisione fanteria "Ferrara". Inizialmente basato a Lecce, nella seconda guerra mondiale il 47º Reggimento fanteria "Ferrara" combatté sul fronte greco-albanese strutturato su un comando e compagnia comando, tre battaglioni fucilieri, una compagnia mortai da 81 mm e una batteria armi di accompagnamento da 65/17. In particolare entrò in azione a Kalibaki, Makricampos, Sella Radati, Tepeleni e sul monte Golico. Nel 1942 venne trasferito con compiti di presidio nel Montenegro per essere quindi sciolto l'8 settembre 1943, giorno dell'annuncio dell'armistizio di Cassibile.

### 47º Battaglione fanteria "Salento"
La storia dell'unità riprese vita il 1º febbraio 1977 con la nascita del 47º Battaglione fanteria "Salento", erede della bandiera di guerra del 47º fanteria. Il 14 novembre 1992 il battaglione cambiò nome in 47º Battaglione "Salento" e il 10 giugno 1997 servì per ricostituire il 47º Reggimento "Ferrara". L'unità ha oggi il compito di formare i volontari dell'Esercito Italiano in ferma prefissata di un anno (VFP1). Inquadrato nel Raggruppamento unità addestrative, è dislocato presso Capua (provincia di Caserta).

## Comandanti (1926-1943)[2]
- Colonnello G. Battista Danise
- Colonnello Ennio Zadotti
- Colonnello Mario Bignami
- Colonnello Ildebrando Fiocca
- Colonnello Felice Trizio
- Colonnello Francesco Imbriani
- Colonnello Giuseppe Rovescioli
- Maggiore Diego Serio (ad interim)
- Colonnello Giuseppe Rovescioli (ad interim)

## Struttura

Mostreggiatura del reggimento

Il 47º Reggimento fanteria "Ferrara" è una componente del Raggruppamento unità addestrative (RUA), che a sua volta dipende gerarchicamente dal Comando per la formazione e Scuola di applicazione. È costituito da un comando di reggimento e un battaglione addestrativo, a sua volta suddiviso in quattro compagnie (1ª, 2ª, 3ª e 4ª).

## Descrizione araldica dello stemma
Lo scudo araldico è interzato in sbarra. Nel primo di rosso all'elmo di Scanderbeg d'oro; nel secondo d'azzurro al monte all'italiana di tre cime d'oro; nel terzo d'oro a quattro pali di rosso al delfino stizzoso, al naturale, guizzante in palo sul tutto con la coda in alto e la testa in basso volta a destra imboccante la mezza luna d'argento, parimenti voltata a destra (stemma dell'antica provincia salentina di Terra d'Otranto). Il tutto abbassato al capo d'oro.
Come ornamenti esteriori appaiono sullo scudo una corona turrita d'oro, accompagnata sotto da nastri annodati nella corona, scendenti e svolazzanti in sbarra e in banda al lato dello scudo, rappresentativi delle ricompense al valore ottenute dal Reggimento. Il nastro coi colori dell'Ordine militare d'Italia è accollato alla punta dello scudo con l'insegna pendente al centro. Sotto lo scudo su lista bifida d'oro, svolazzante con la concavità rivolta verso l'alto, appare il motto "Fede e Valore".

## Insegne e simboli
- Il Reggimento indossa il fregio della Fanteria (composto da due fucili incrociati sormontati da una bomba con una fiamma dritta). Al centro nel tondino è riportato il numero "47".
- Le mostrine del reggimento sono rettangolari di colore azzurro con due bande laterali rosse. Alla base della mostrina si trova la stella argentata a 5 punte bordata di nero, simbolo delle forze armate italiane.